# Municipio de Bronson (Míchigan)
El municipio de Bronson (en inglés: Bronson Township) es un municipio ubicado en el condado de Branch en el estado estadounidense de Míchigan. En el año 2010 tenía una población de 1349 habitantes y una densidad poblacional de 14,99 personas por km².

## Geografía
El municipio de Bronson se encuentra ubicado en las coordenadas 41°50′46″N 85°14′30″O / 41.84611, -85.24167. Según la Oficina del Censo de los Estados Unidos, el municipio tiene una superficie total de 89.98 km², de la cual 89,66 km² corresponden a tierra firme y (0,36 %) 0,32 km² es agua.

## Demografía
Según el censo de 2010, había 1349 personas residiendo en el municipio de Bronson. La densidad de población era de 14,99 hab./km². De los 1349 habitantes, el municipio de Bronson estaba compuesto por el 96 % blancos, el 0,59 % eran afroamericanos, el 0,52 % eran amerindios, el 0,15 % eran asiáticos, el 1,93 % eran de otras razas y el 0,82 % eran de una mezcla de razas. Del total de la población el 7,56 % eran hispanos o latinos de cualquier raza.